# Fate/hollow ataraxia
Fate/hollow ataraxia (フェイト/ホロウアタラクシア?, Feito/horō atarakushia) è una visual novel giapponese, concepita da Kinoko Nasu e illustrata da Takashi Takeuchi, prodotta dalla software house Type-Moon e pubblicata il 28 ottobre 2005, sequel di Fate/stay night. 
La parola ataraxia nel titolo è il termine greco per indicare "tranquillità", dando al titolo il significato di "vuota" (o "falsa") tranquillità. Fate/hollow ataraxia è stata la seconda visual novel più venduta in Giappone nel 2005. Una versione per PlayStation Vita è uscita in Giappone il 27 novembre 2014. In occasione del ventesimo anniversario è stata pubblicata una remaster basata sulla precedente versione per Nintendo Switch e Microsoft Windows (per la prima volta in occidente) il 7 agosto 2025.

## Trama
La storia di Fate/hollow ataraxia si sviluppa mezzo anno dopo gli eventi di Fate/stay night. Come nella sua controparte precedente, la storia è ambientata nella città di Fuyuki. Bazett Fraga McRemitz, un membro dell'Associazione dei Maghi e Master nella quinta Guerra del Santo Graal, si sveglia il quarto giorno di una Guerra del Santo Graal con un nuovo Servant, Avenger, e nessuna memoria di quanto accaduto in precedenza. Lei ed Avenger si preparano per combattere e vincere la guerra.
Intanto, Shirō Emiya vive una tranquilla esistenza con i propri compagni reduci dalla Quinta Guerra del Santo Graal. Dopo che uno dei suoi esperimenti sulla spada del mago Zelretch ha accidentalmente cambiato il tempo e lo spazio, Rin Tōsaka parte alla volta dell'Associazione dei Maghi in Inghilterra per trovare la soluzione per mettere le cose a posto. Intanto, i Servant avvertono un nuovo pericolo e da lì a poco misteriose creature fanno la loro apparizione. Shirō, come precauzione, fa in modo che nessuno possa mettersi nei guai, finendo per incontrare spesso una misteriosa ragazza, chiamata Caren Ortensia.
Sia Bazett che Shirō finiscono per trovarsi in un loop temporale della durata di quattro giorni, che comincia il quarto giorno della quinta Guerra del Santo Graal. Ogni volta che loro muoiono o sopravvivono sino al quarto giorno, si ritrovano sistematicamente al primo giorno del loop con la piena coscienza di quanto stia accadendo. Determinati a porre fine al loop, Bazett, Avenger, e Shirō dovranno combattere per scoprire la verità che si nasconde dietro a ciò che ha causato l'anomalia temporale.

## Media

### Manga
Numerosi manga sono stati prodotti da differenti compagnie sulla base del videogioco. La prima serie è stata pubblicata dalla Ichijinsha con il titolo Fate/hollow ataraxia Anthology Comic ed è stata pubblicata a partire dal 7 gennaio 2006 con l'etichetta DNA Media Comics. La serie è andata avanti per quindici volumi, il cui ultimo è stato pubblicato il 25 agosto 2008. Successivamente sono state pubblicate due serie dalla Kadokawa; la prima, intitolata Fate/hollow ataraxia  ~ Comic la carte è iniziata il 10 gennaio 2006, la seconda intitolata Fate/hollow ataraxia Comic a la carte ~Happy Life hen~ è iniziata il 24 maggio 2006. Altre due serie sono state pubblicate dalla Enterbrain, Fate/hollow ataraxia Anthology Comic è stata pubblicata fra il 30 gennaio 2006 ed il 25 maggio 2007 in nove volumi, sotto l'etichetta Magi-Cu Comics. La seconda serie della Enterbrain è un manga yonkoma pubblicato fra il 25 dicembre 2007 ed il 25 dicembre 2008 in sei volumi.

### CD
Una colonna sonora del gioco, intitolata Fate/hollow ataraxia ORIGINAL SOUNDTRACK è stata pubblicata dalla Geneon Entertainment il 23 novembre 2005. Il singolo Hollow è stato pubblicato da Type-Moon il 28 ottobre 2005.